# CREDIDAM
CREDIDAM (Centrul Român pentru Administrarea Drepturilor Artiștilor Interpreți) este o asociație nonprofit din România, înființată în anul 1996, care reprezintă interesele artiștilor interpreți români și străini.
Obiectul activității CREDIDAM este colectarea și repartizarea banilor cuveniți acestora, proveniți din difuzarea înregistrărilor comerciale pe teritoriul României de către posturile de radio, TV, cablu, cinematografe, în restaurante, hoteluri, discoteci etc.
În februarie 2010, organizația număra peste 8.000 de membri: actori, balerini și muzicieni.